# シレニク人
シレニク人（シレニクじん、英：Sirenik (またはSireniki)）, 露：Сиреникцы (またはСиреникские Эскимосы)）は、かつてロシアチュクチ半島チュクチ自治管区のシレニキ村に居住していたユイット（シベリアユピック）の一派で、シレニック語を話した。

## 概要
シレニク人の歴史は明らかになっていないが、シレニキ村には少なくとも2500年の歴史があったとされている。
1895年、122人のシレニック語話者がいた。1954年には130人いたが、1980年代初頭にはわずか30人まで減り、1988年には4人に減少し、1997年には最後の1人が死亡した。
かつて独自のシャーマニズムを信仰していたが、ソビエト連邦およびロシア連邦当局から禁止されていた。最後のシャーマンは1990年頃に亡くなり、その文化は失われた。
現在シレニキ村の住人の殆どはロシア語、あるいはシベリア・ユピック語のチャプリノ方言を話す。現在ロシアではシレニク人という独立した民族は認識されていない。